# List (komedia)
List. Komedia w jednym akcie wierszem – jednoaktowa komedia Aleksandra Fredry z 1825.
Sztuka została ukończona prawdopodobnie latem 1825. Wspomniana jest 9 sierpnia tego roku w liście od brata Maksymiliana, a także w numerze 36 „Rozmaitości” z 9 września. Prapremiera sztuki odbyła się we Lwowie 28 października 1825, zaś pierwsza inscenizacja w Warszawie miała miejsce 14 października 1826. Po raz pierwszy sztuka ukazała się drukiem w 1826 w drugim tomie Komedii Aleksandra Fredry (s. 191–250). Począwszy od lat międzywojennych sztuka miała przynajmniej osiem inscenizacji, w tym w 1976 w Teatrze Polskiego Radia (reż. Czesław Wołłejko).